# Fragas do Eume

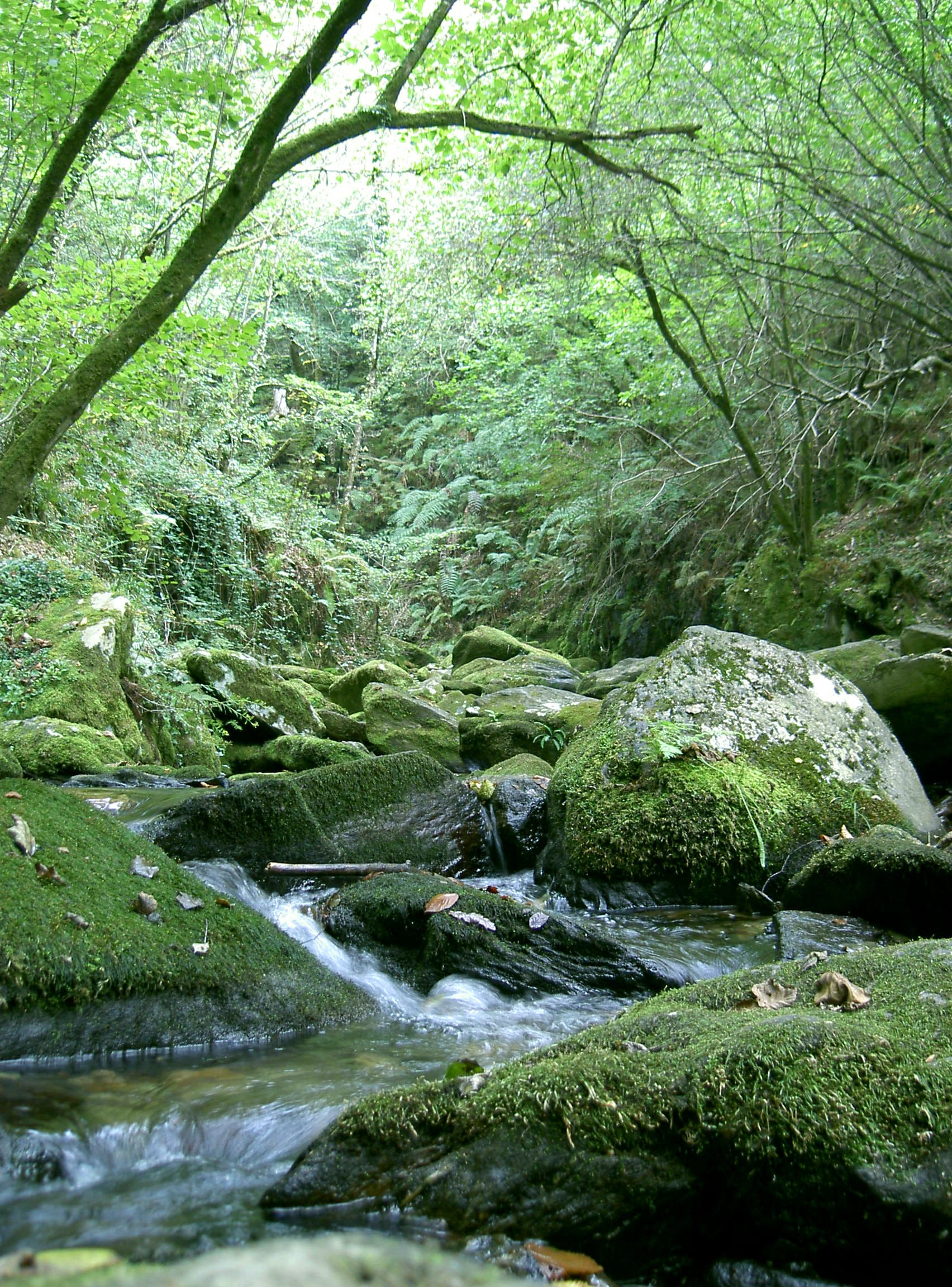
Rierol a les Fragas do Eume

Les Fragas do Eume és un parc natural de Galícia creat el 30 de juliol del 1997 que té 9.126 hectàrees
a les ribes del riu Eume, concretament en els ajuntaments (concellos) de Cabanas, A Capela, Monfero, Pontedeume i As Pontes de García Rodríguez, tots aquests dins la província de la Corunya. Actualment, resideixen en els ajuntaments citats 521 persones.
Està també declarat com Lloc d'Importància Comunitària (LIC), coincidint els límits del LIC amb els del parc natural.
El bosc tradicional atlàntic es conserva a les Fragas do Eume i aquestes fragues són considerades com un dels millors boscos atlàntics termòfils d'Europa.
El mes d'abril del 2012 un incendi cremà unes 750 hectàrees d'aquest parc

## Flora
Les Fragas do Eume són un destacat representant de la fase clímax de la vegetació de Galícia. Els boscs de ribera, dels quals aquest parc és un bon exemple, es distingeixen pels seus ecosistemes d'elevada biodiversitat, particularment pel que fa a la flora.

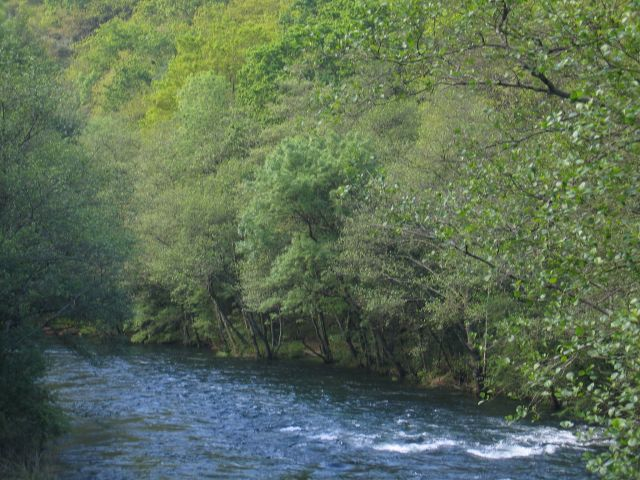
Bosc de ribera sobre el riu Eume

L'arbre amb major presència a aquest parc és el roure comú (en gallec: carballo), és l'espècie indicadora de la salut de la fraga.
També és molt nombrós el castanyer que en algunes zones domina. El bedoll pubescent (bidueiro) n'és la tercera espècie arbòria majoritària i ocupa dos tipus de zones: àrees tradicionals del bosc de ribera i zones marginals on els roures van anar desapareixent i on els bidueiros creixen ràpidament. Aquestes zones, per acció humana conservacionista, s'estan repoblant amb roures.

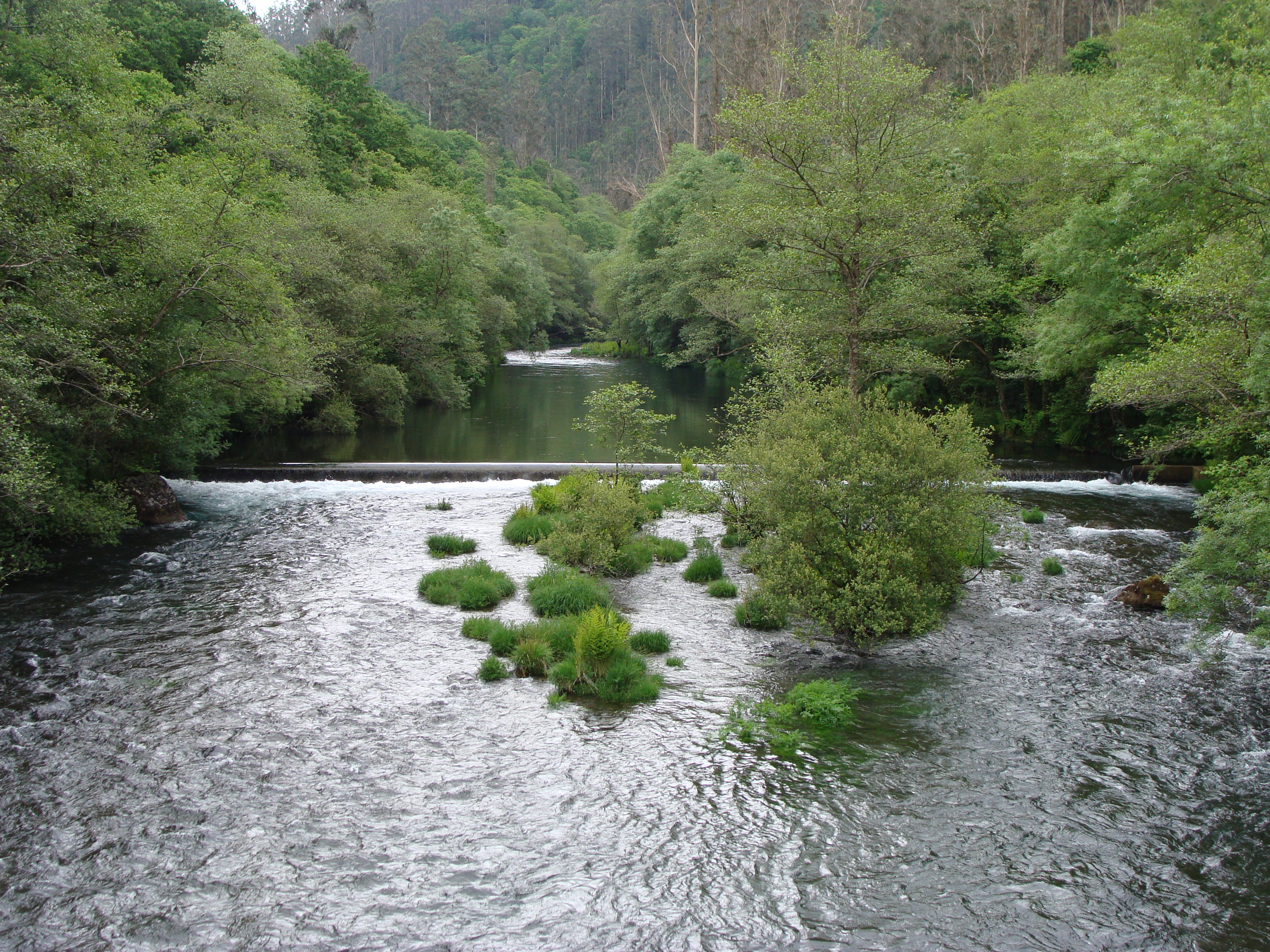
Riu Eume

En les proximitats dels rius, es troben els verns (ameneiro), que suporten les inundacions, ja que subjecten els marges dels canals impedint que aquests siguin arrossegats per les aigües, els salzes (salgueiro), el freixe (freixo) i el pradairo. Altres espècies arbòries a les fragues són l'avellaner (abeleira), principalment en les proximitats dels cursos d'aigua; Quercus pyrenaica (cerqueiro), a les zones altes de les fragues de Pena Fesa, Os Cerqueiros (topònim que reflecteix l'abundància d'aquest arbre) i A Marola; l'arbocer (érbedo), el llorer (loureiro), i l'om, és freqüent també en les proximitats dels rius, com a prop del monestir de Caaveiro. També s'ha documentat la presència del pollancre negre (lamigueiro). El teix (teixo) es troba al parc, la seva localització més occidental de la península Ibèrica.
Finalment, hi abunda el grèvol (acivro), fonamentalment en forma d'arbust, l'arç (estripeiro), l'aranyoner (abruñeiro), la perera (pereira) i la pomera (maceira) silvestre.

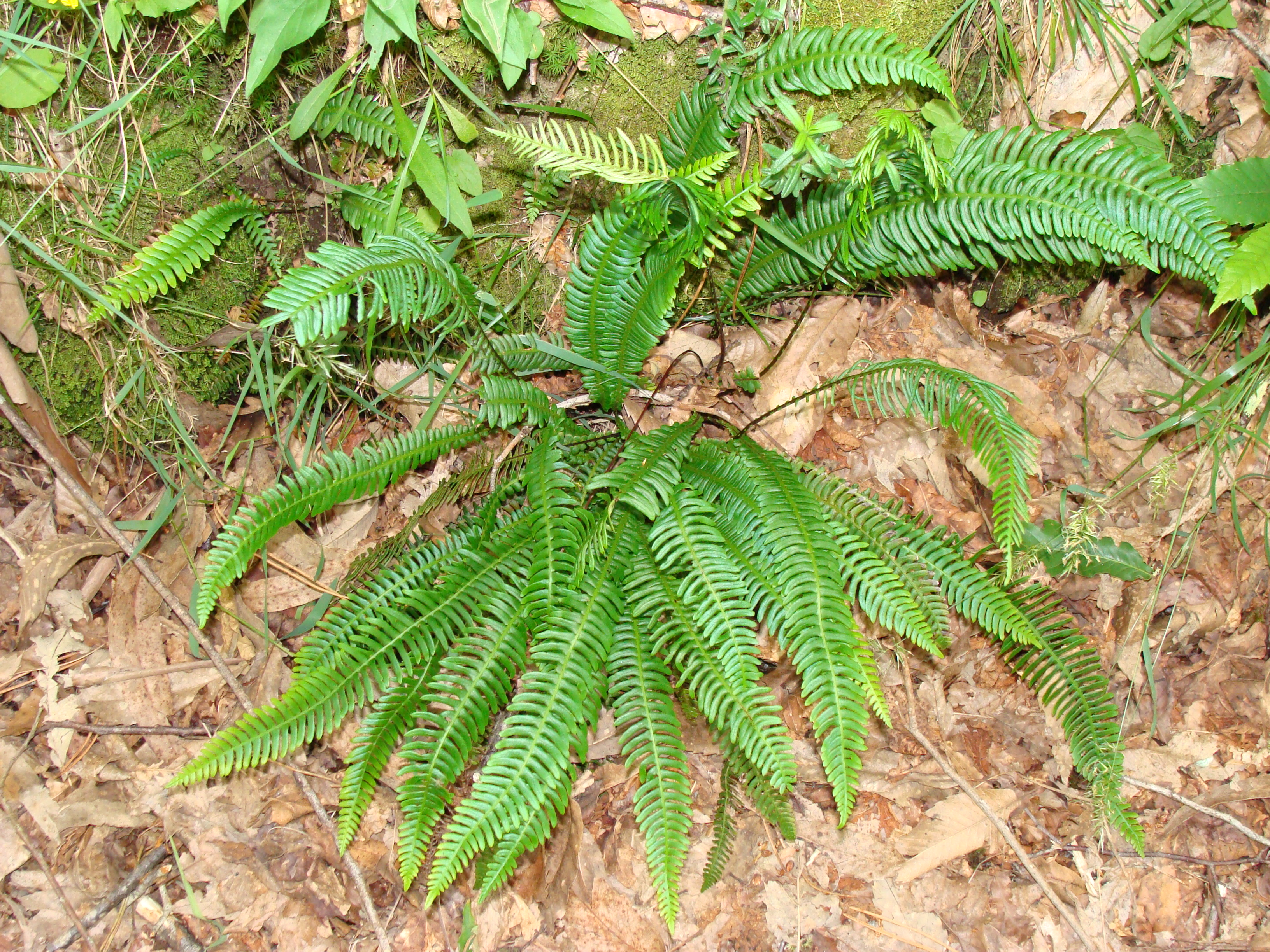
Blechnum spicant

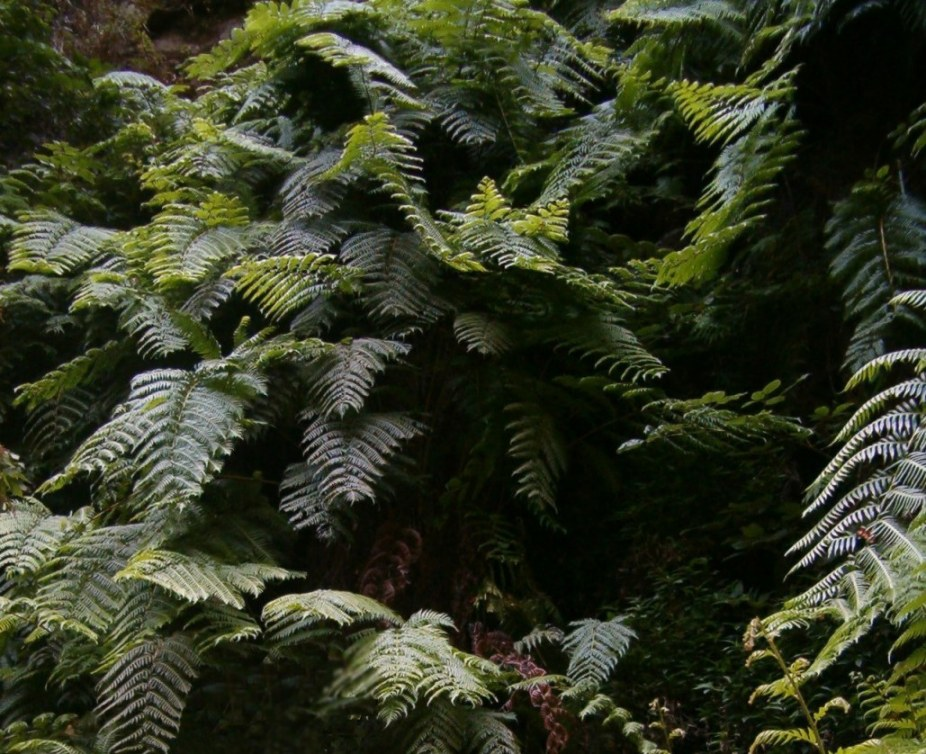
Woodwardia radicans és una falguera que té un dels seus darrers reductes en aquest parc

Al parc de les fragues, hi ha unes 20 espècies diferents de falgueres, les quals són molt característiques d'aquest tipus de bosc. Les més comunes són: Blechnun spicant, Dryopteris affinis subsp. Affinis, Dryopteris dilatata, Dryopteris aemula, Polypodium interjectum, Athyrium filix-femina, Osmunda regalis, Polystichum setiferum, Pteridium aquilinum i Lastraea limbosperma. Altres espècies més rares són: Woodwardia radicans, Asplenium adiantum-nigrum, Cystopteris diaphana, Dryopteris guanchica o Culcita macrocarpa.
Algunes d'aquestes espècies estan relacionades amb l'antiga vegetació subtropical que hi havia als marges del mar de Tetis en el període terciari. Fa uns dos milions d'anys, s'inicia un període de glaciacions que acabà amb aquell clima subtropical; la vegetació subtropical anterior trobà refugi a les illes Macaronèsiques i en menor mesura a les serres d'Algesires i les Fragas do Eume.

## Fauna

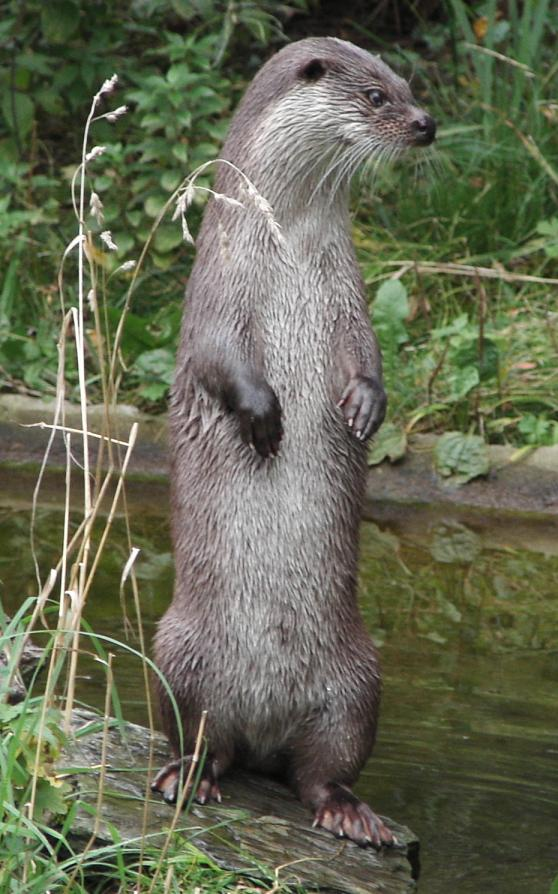
La presència de la llúdriga és una garantia de la qualitat de les aigües del parc

Les Fragas, pel seu ambient humit i ombrívol, són un lloc ideal per als amfibis. A l'Eume, hi viuen 13 de les 15 espècies d'amfibis de Galícia, entre aquestes la salamandra de Galícia, que és una subespècie (Salamandra salamandra gallaica) de la salamandra comuna.

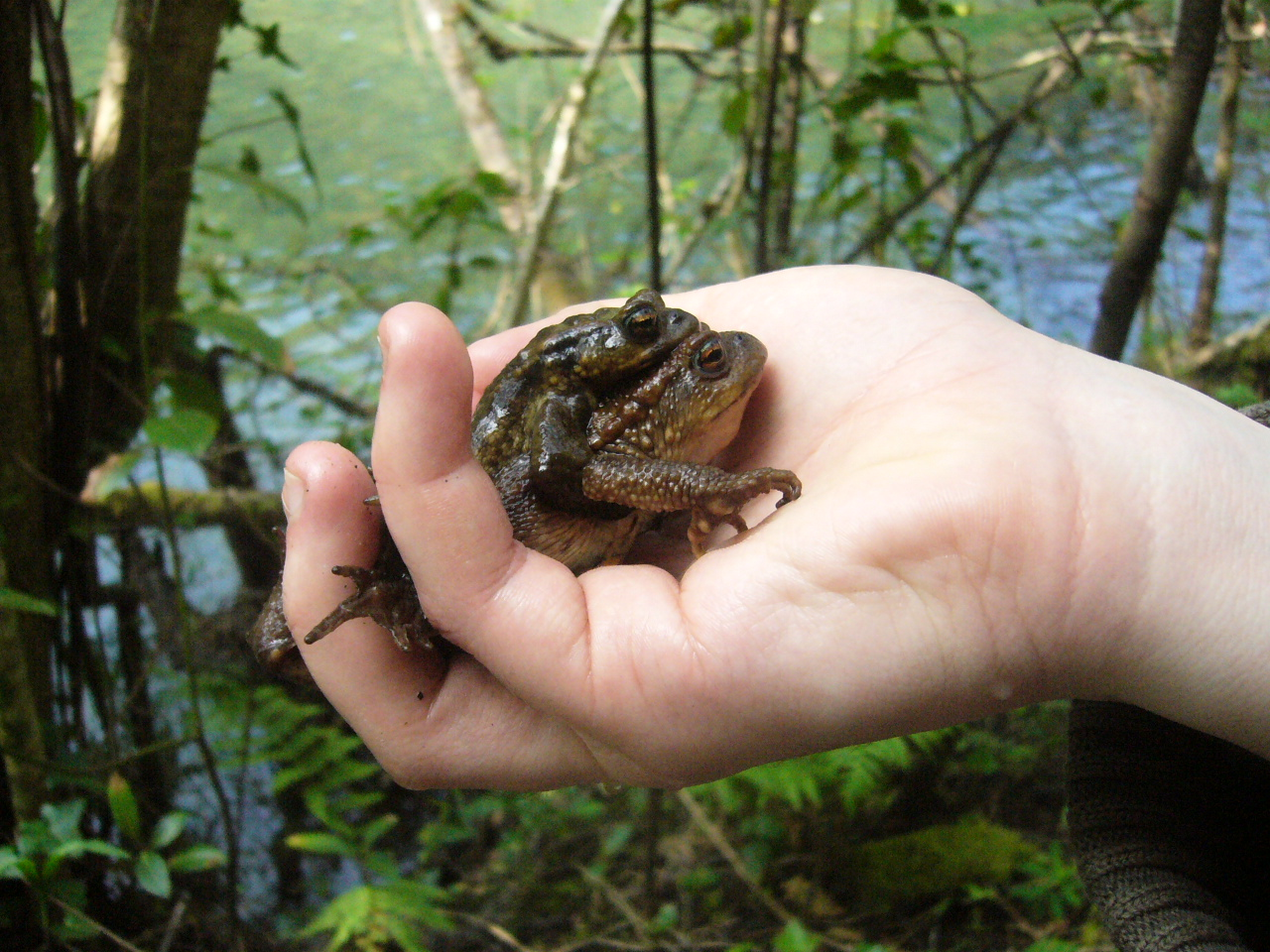
Gripau comú Bufo bufo.
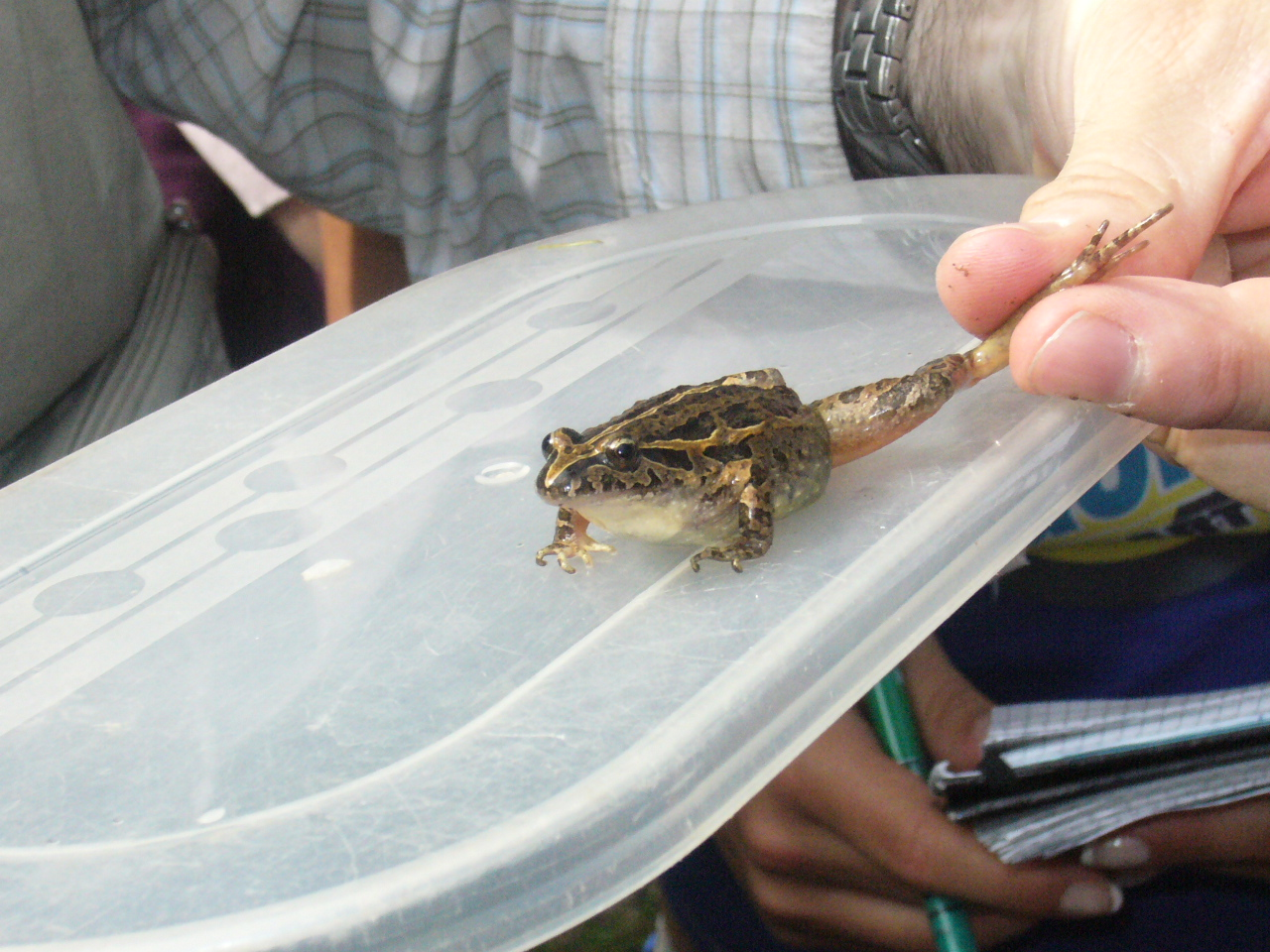
Discoglossus galganoi.
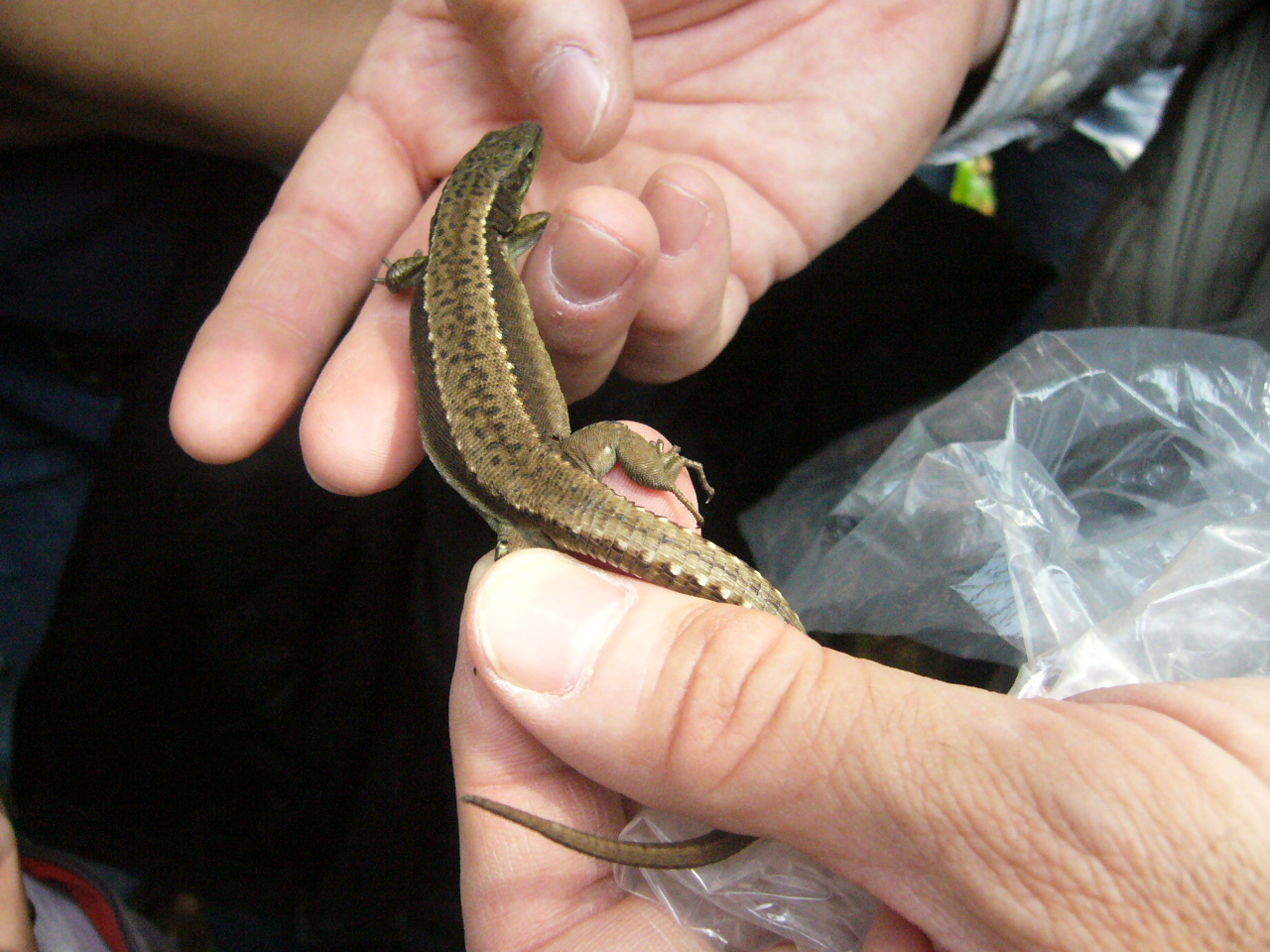
Iberolacerta monticola.
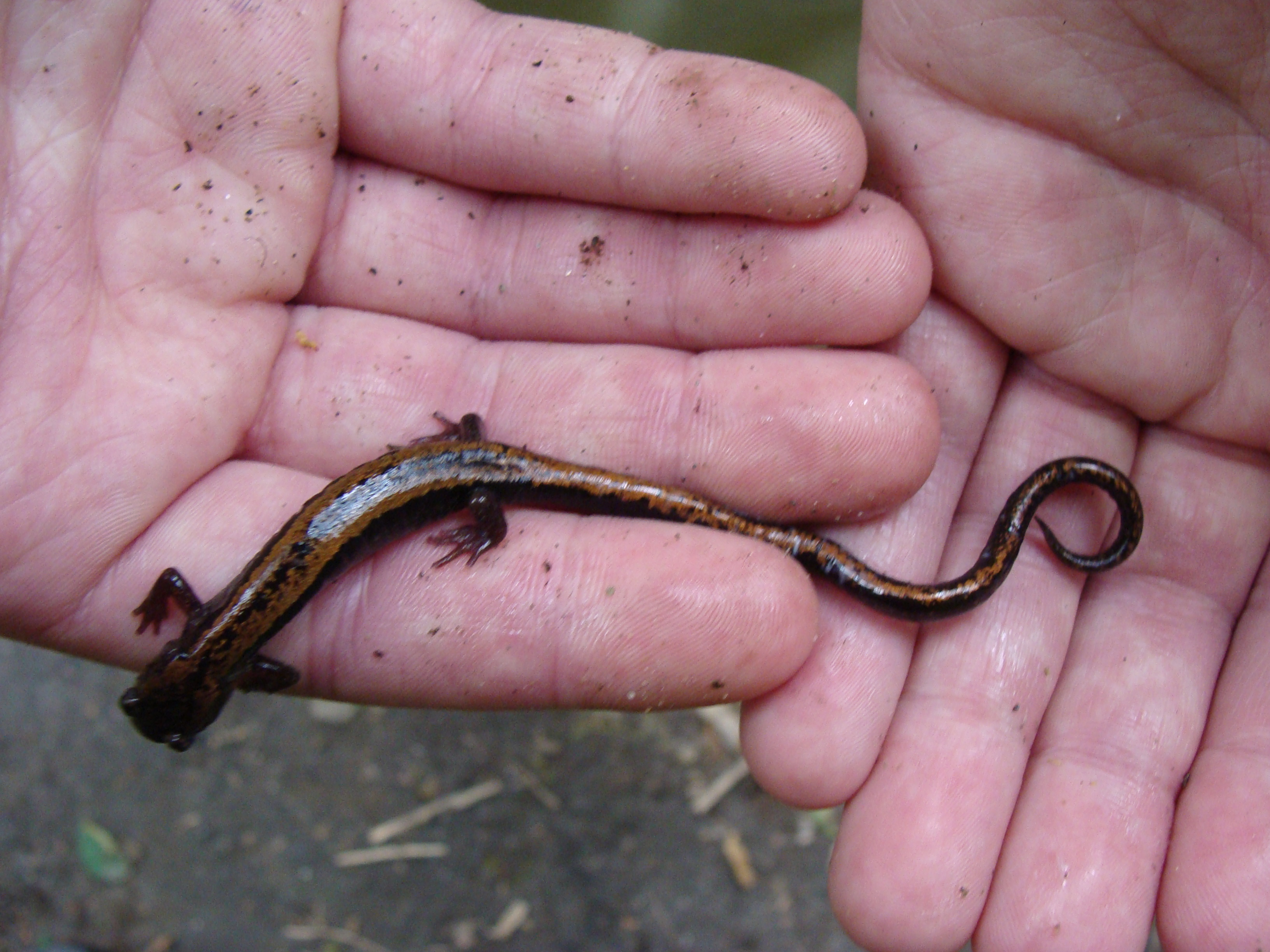
Chioglossa lusitanica.

Entre les aus, destaquen les rapaces adaptades a caçar a l'interior del bosc Accipiter gentilis, ”lagarteiro” o ”gabián”.

### Mamífers
Entre els mamífers, destaquen la llúdriga, la ”martaraña” i l'ermini. En llocs apartats del poblament humà també hi ha llops.